# Aziz Mirza
Aziz Mirza est un réalisateur, scénariste et producteur indien né en 1947.

## Filmographie
- 1989 : Circus (série télévisée), avec Ashutosh Gowariker et Shahrukh Khan - réalisateur
- 1992 : Raju Ban Gaya Gentleman, avec Shahrukh Khan, Juhi Chawla, et Amrita Singh - réalisateur et scénariste
- 1997 : Yes Boss, avec Shahrukh Khan, Aditya Pancholi et Juhi Chawla - réalisateur et scénariste
- 2000 : Phir Bhi Dil Hai Hindustani, avec Shahrukh Khan et Juhi Chawla - réalisateur et producteur
- 2003 : Chalte Chalte, avec Shahrukh Khan et Rani Mukherjee - réalisateur, scénariste et producteur
- 2008 : Kismat Konnection